# Ante Šprlje
Ante Šprlje (ur. 20 sierpnia 1979 w Metkoviciu) – chorwacki prawnik, sędzia, od 2016 do 2017 minister sprawiedliwości.

## Życiorys
W 2002 ukończył studia prawnicze na Uniwersytecie w Splicie. W 2005 i 2007 zdał kolejne prawnicze egzaminy zawodowe. Od 2003 pracował w administracji żupanii dubrownicko-neretwiańskiej, a od 2005 w biurze prokuratora w Metkoviciu. Od 2007 praktykował jako radca prawny. W 2012 otrzymał nominację sędziowską, po czym orzekał w sądach w rodzinnej miejscowości oraz w Dubrowniku.
W styczniu 2016 z rekomendacji partii Most objął urząd ministra sprawiedliwości w rządzie Tihomira Oreškovicia. Pozostał na tym stanowisku również w powołanym w październiku 2016 rządzie Andreja Plenkovicia. Odwołano go z tego urzędu w kwietniu 2017.